# Kempnyia tenebrosa
Kempnyia tenebrosa är en bäcksländeart som beskrevs av František Klapálek 1916. Kempnyia tenebrosa ingår i släktet Kempnyia och familjen jättebäcksländor. Inga underarter finns listade i Catalogue of Life.